# Сътън ин Ашфийлд
Сътън ин Ашфийлд (на английски: Sutton-in-Ashfield) е град в средната западна част на област (графство) Нотингамшър – Ийст Мидландс, Англия. Разположен е в община Ашфийлд. Той е част от агломерацията Голям Мансфийлд. Населението на града към 2001 година е 41 951 жители.

## География
Сътън ин Ашфийлд е разположен в западната част на урбанизираната територия Голям Мансфийлд в близост до границата с графство Дарбишър на запад. Пътната артерия Кингс Мил Роуд на юг служи като делителна граница с град Къркби ин Ашфийлд. В североизточна посока, Сътън достига околовръстното шосе на същинския град Мансфийлд. Най-големия град в графството – Нотингам се намира на около 20 километра южно от градчето, а столицата Лондон отстои на около 190 километра в южна посока.
На разстояние около 3 километра западно от Сътън преминава Магистрала М1 по транспортния коридор Лондон – Нортхамптън – Лестър – Нотингам – Шефийлд – Лийдс.

## Демография
Изменение на населението за период от две десетилетия 1981 – 2001 година:
| година    | 1981   | 1991   | 2001   |
| --------- | ------ | ------ | ------ |
| население | 39 536 | 37 890 | 41 951 |